# Styela calva
Styela calva is een zakpijpensoort uit de familie van de Styelidae. De wetenschappelijke naam van de soort werd in 1976 voor het eerst geldig gepubliceerd door Claude en Françoise Monniot en Millar.